# Paropaon laevifrons
Paropaon laevifrons är en insektsart som först beskrevs av Carl Stål 1878.  Paropaon laevifrons ingår i släktet Paropaon och familjen gräshoppor.

## Underarter
Arten delas in i följande underarter:
- P. l. laevifrons
- P. l. colombiae
- P. l. peruvianus